# Jacked
Jacked is een programma waarin een 1-uur-durende mix van dancemuziek is te horen, samengesteld door de Nederlandse dj Afrojack. Het programma werd eerst 8 jaar lang uitgezonden op Radio 538. Het was daarna een korte tijd Qmusic. In september 2022 keerde het weer terug bij Radio 538 waar het sindsdien elke zaterdagnacht te horen is. 
Buiten Nederland zenden ook diverse radioprogramma's het syndicated uit.

## Geschiedenis
Het programma begon op 29 oktober 2011 op Radio 538. Tot 7 september 2013 werd dit programma in de vrijdag- op zaterdagnacht tussen 00.00 en 01.00 uur uitgezonden. Van 14 september 2013 t/m 22 november 2014 werd het programma tevens herhaald in de vrijdag- op zaterdagnacht tussen 03.00 en 04.00 uur. Op een onbekend moment werd het programma verplaatst naar de zaterdag- op zondagnacht tussen 01.00 en 02.00 uur. Op 30 juni 2019 was de laatste uitzending op Radio 538.